# Pieve di San Giovanni Battista in Campagna
La pieve di San Giovanni Battista in Campagna a Bovolone è una pieve rurale situata a 5 km dal centro di Bovolone, in provincia di Verona, sulla via verso Concamarise.

## Descrizione del complesso architettonico
Il complesso è costituito da una chiesa pre-romanica, con tre absidi esterne e campanile, da una abitazione di origine settecentesca e dal battistero di pianta ottagonale nel quale è stata rinvenuta, durante gli scavi, la vasca battesimale ad immersione, situata al centro dell'edificio.

## Storia
La pieve è citata come esistente in un documento dell'813 
La presenza di un battistero e la dedica a san Giovanni Battista ne confermerebbero l'importanza: il centro religioso doveva infatti servire gli abitati di Concamarise, Salizzole, Bionde di Visegna, oltre che quello di Bovolone.
La pieve di San Giovanni venne probabilmente distrutta nel terremoto del 1117, ma successivamente ricostruita, in parte con il riutilizzo dei materiali da costruzione sopravvissuti. La chiesa era a tre navate, ciascuna terminante con un'abside. Nel 1454 doveva essere in cattivo stato di conservazione.
Nel 1525 l'allora parroco don Lucido dal Borgo ottenne da papa Clemente VII l'autorizzazione a concedere pieve e battistero a Giovanni da Legnago, ai frati francescani minori, con l'obbligo del restauro. Venne rifatto il tetto della chiesa, ricostruito l'arco principale della navata e l'abside di sinistra, ricostruito il campanile e creato un nuovo ingresso per il battistero che venne anche nuovamente ricoperto; questo intervento permise di officiare nella chiesa fino alla fine del XVIII secolo.
Nel 1792 il battistero venne ampliato e trasformato in oratorio, con un presbiterio, coro e sacrestia, mentre la chiesa venne utilizzata in parte come fienile e in parte come abitazione.

## Affreschi
La chiesa conserva ancora in parte un affresco nell'abside sinistra, databile al XIV-XV secolo, con Cristo seduto sul trono del giudizio e alla sua destra la Madonna che allatta il Bambino, mentre le figure alla sinistra dovrebbero essere identificabili con Sant'Agata, con in mano la palma del martirio, e con Santa Caterina d'Alessandria. Al di sotto di questi un altro affresco rappresentante una Crocifissione. Sono presenti tracce ormai illeggibili di altri affreschi nella parte alta della parete sinistra della navata.
Il battistero venne decorato dai frati francescani minori con un ciclo di affreschi sulle pareti che raffigura sette episodi della Vita di san Giovanni Battista. 
La cupola conserva un affresco con la Gloria del Padre, attorniato da medaglioni con raffigurazioni della Passione. Nel presbiterio sono affreschi realizzati dopo gli interventi della fine del Settecento e attribuibili alla scuola veneta: nell'abside la Natività di San Giovanni Battista e ai lati i profeti Mosè ed Elia.
All'interno si conserva inoltre un'acquasantiera risalente al XIII secolo.

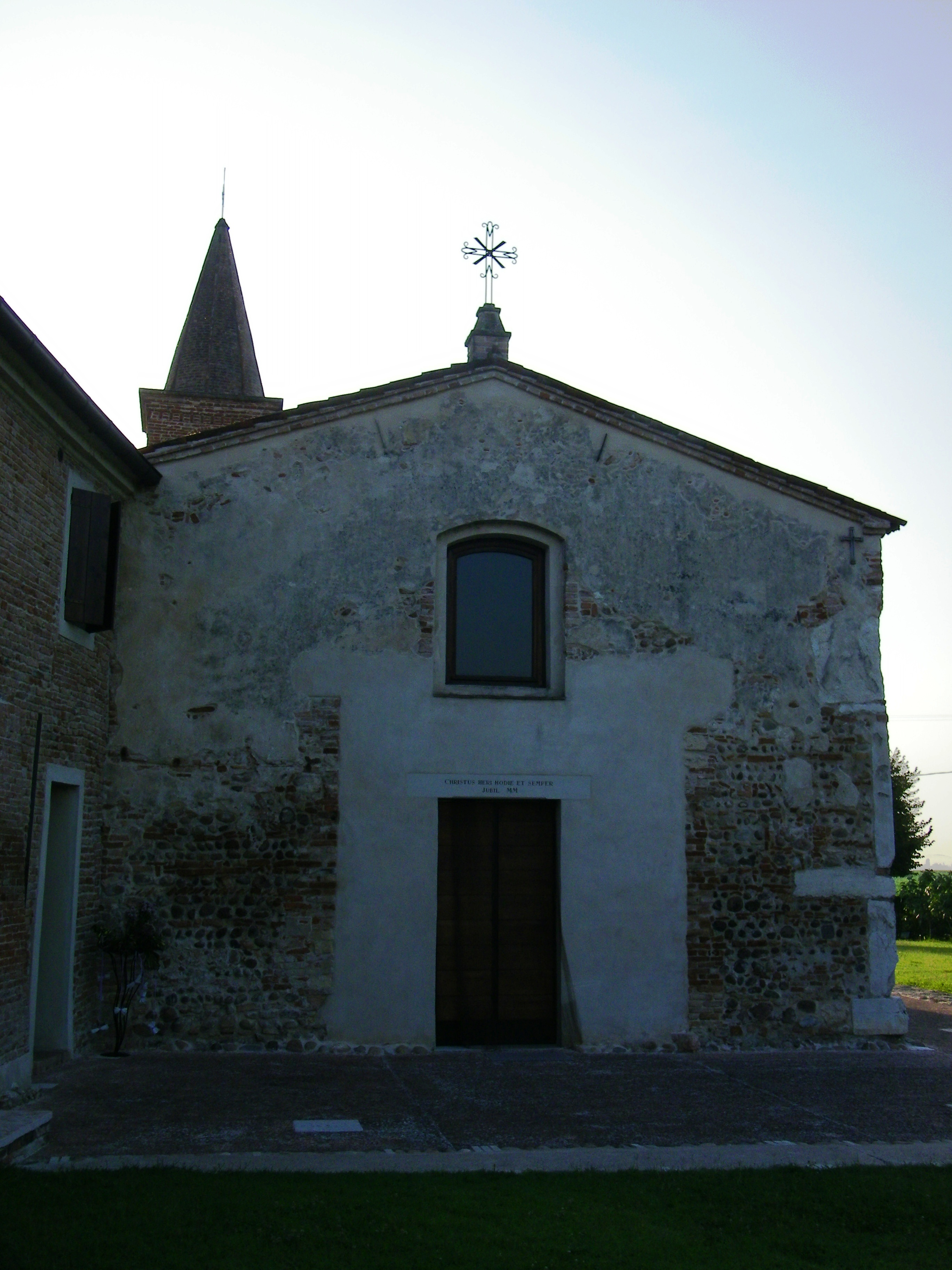
Facciata romanica della pieve
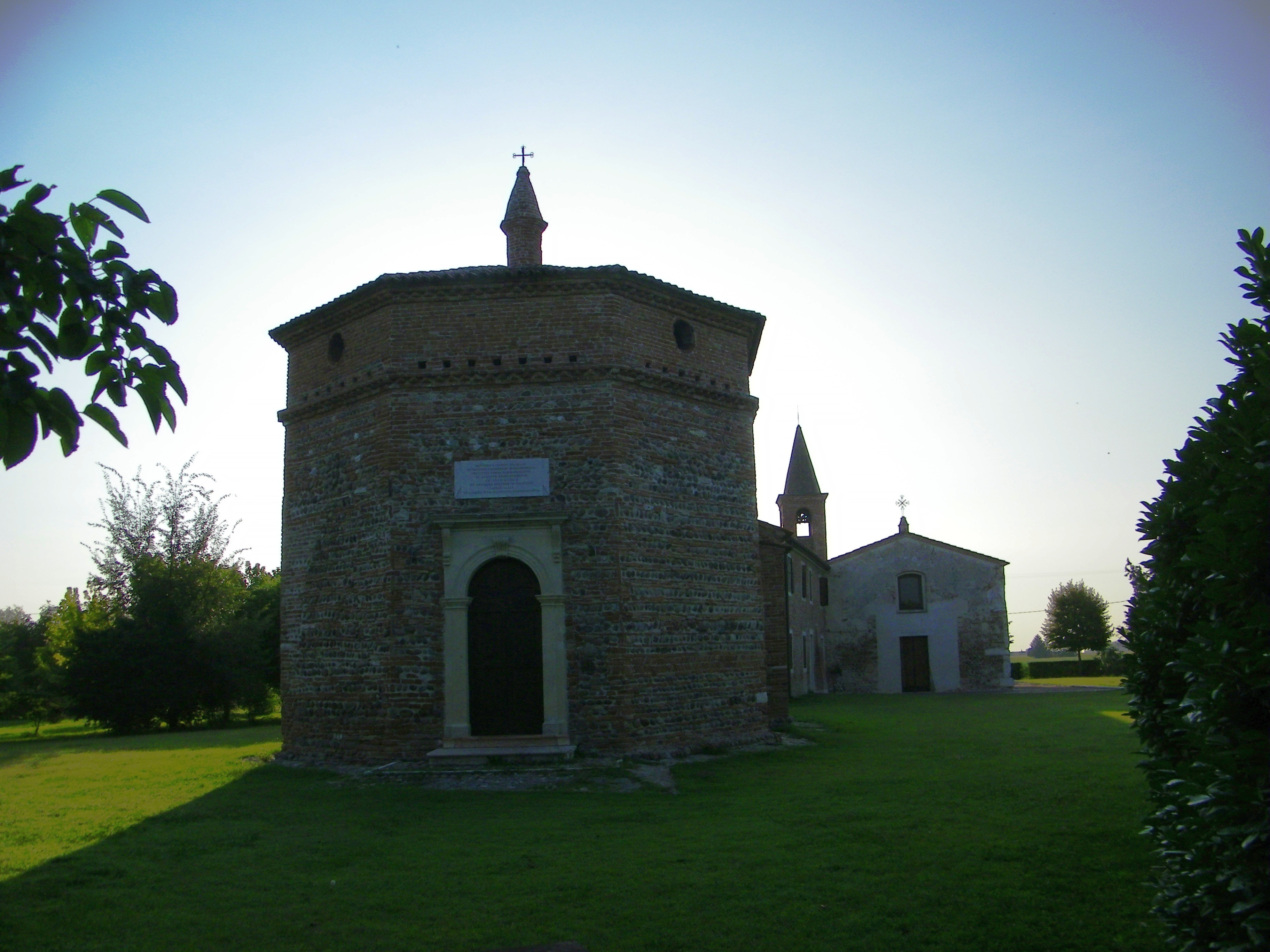
Veduta del complesso dal battistero
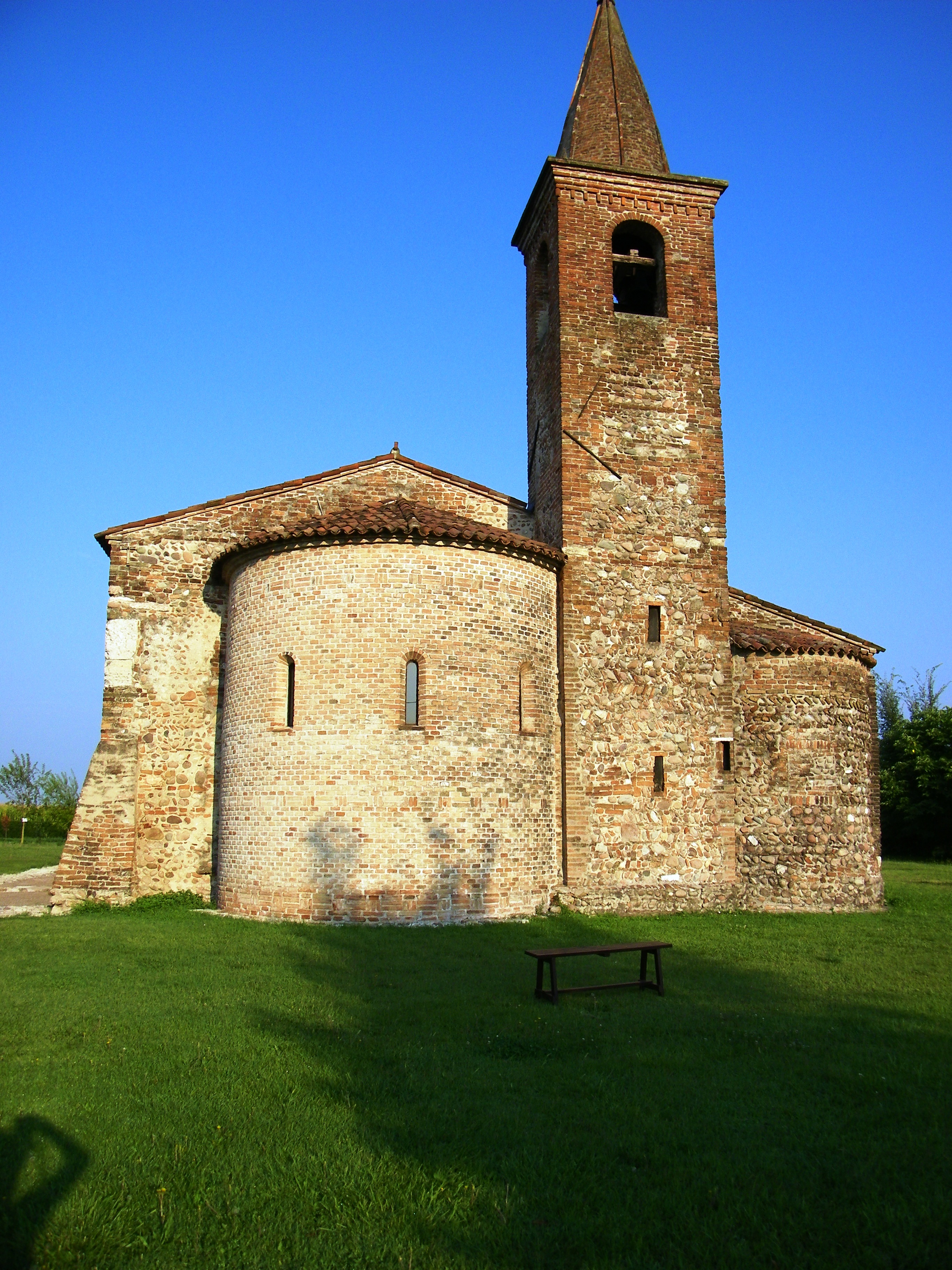
Veduta del retro della pieve
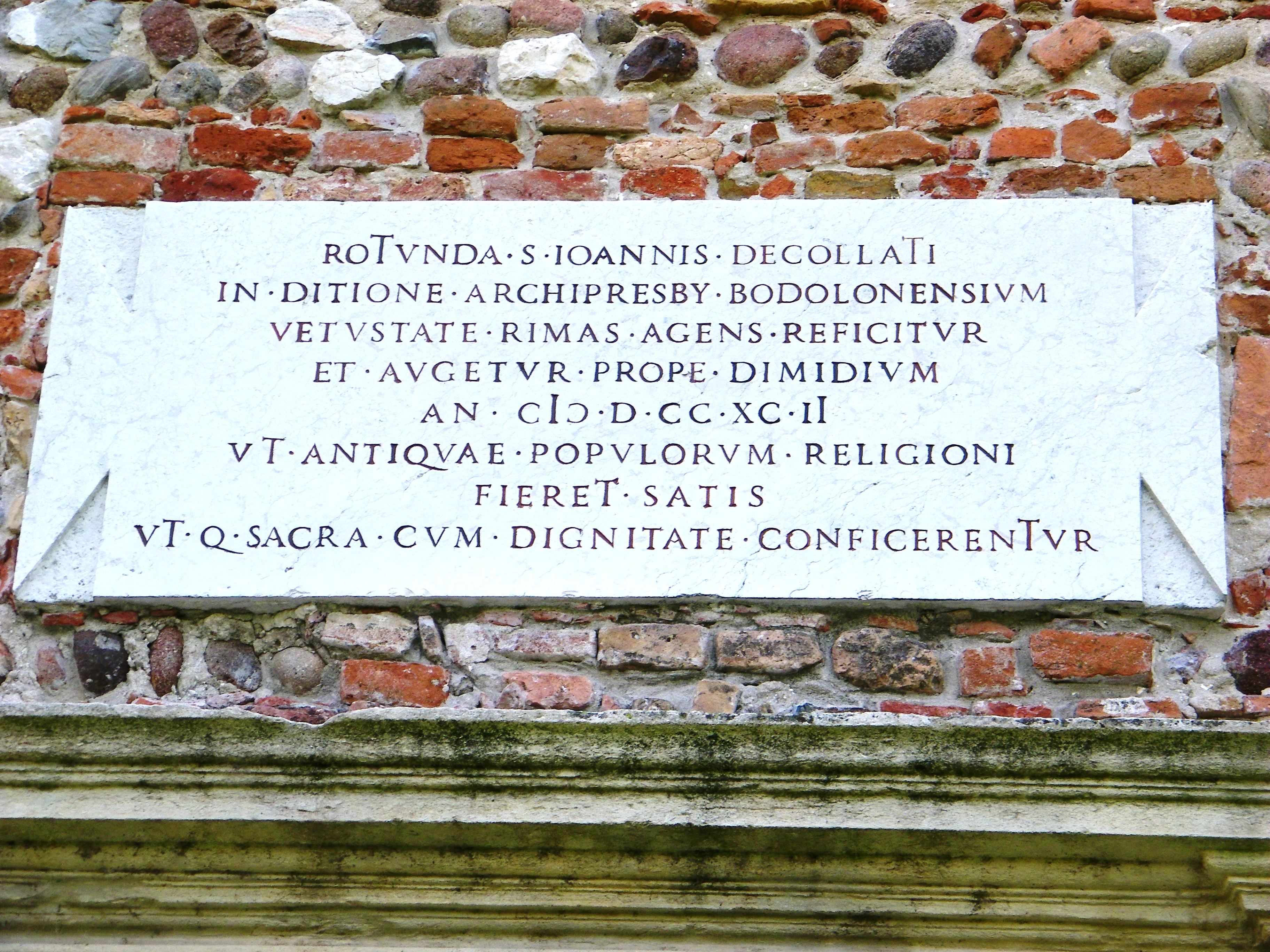
Targa posta sopra l'entrata del battistero
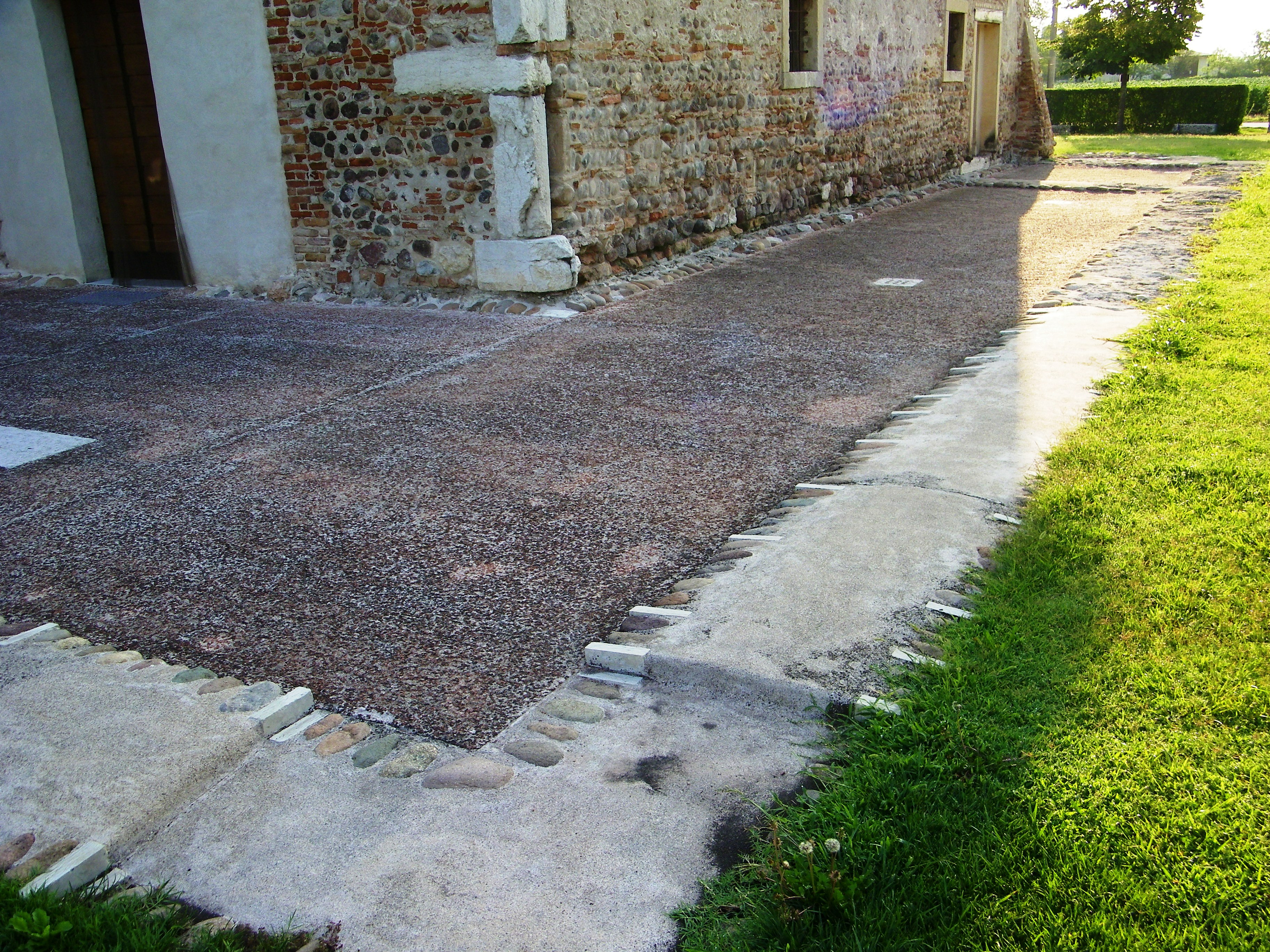
Vecchio perimetro della pieve ancora visibile sul terreno
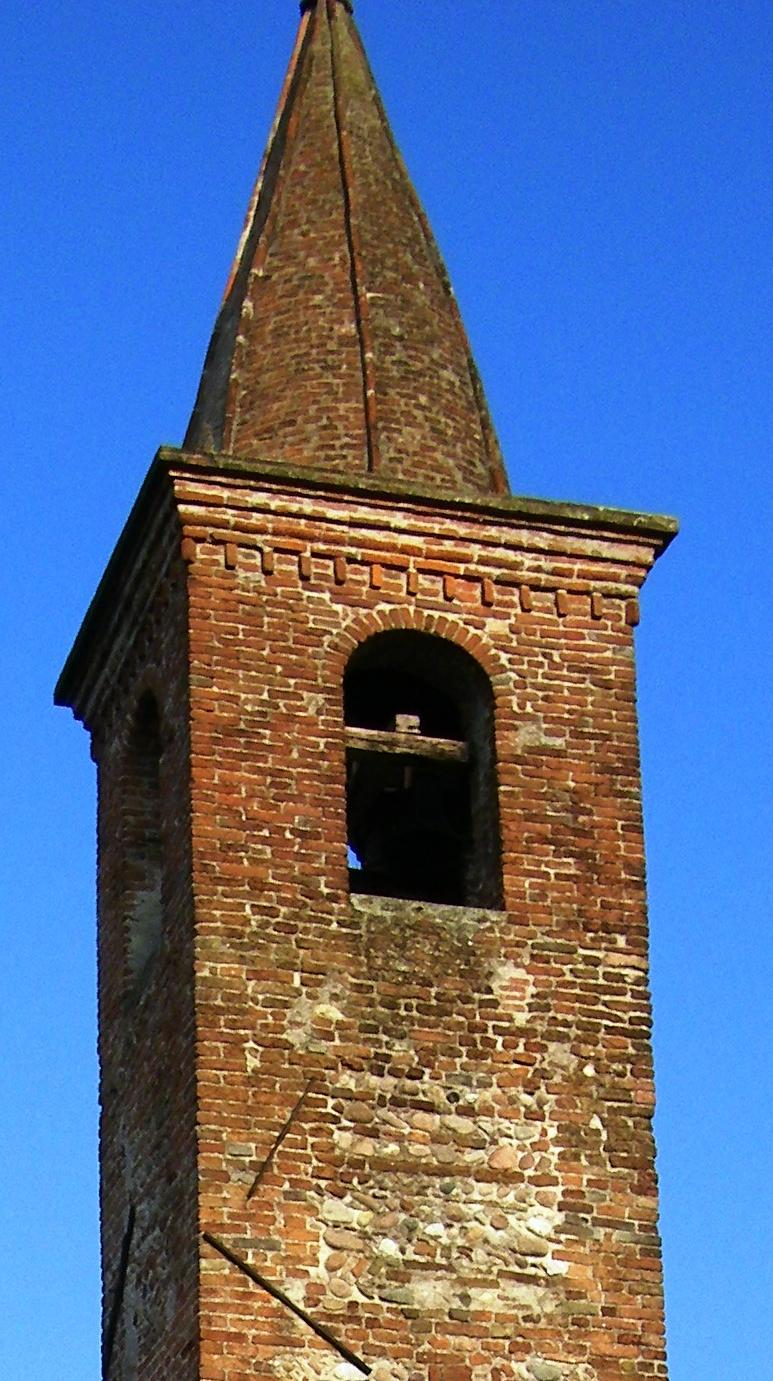
Particolare del campanile della pieve